# Publicis (agenzia pubblicitaria)
Publicis Worldwide è una tra le più importanti agenzie pubblicitarie del mondo. È stata fondata nel 1926, a Parigi, da Marcel Bleustein-Blanchet. Dal 2002 fa parte del Publicis Groupe. A partire dal gennaio 2025, l'azienda viene fusa con l'agenzia Leo Burnett - afferente alla stessa proprietà - dando vita a Leo.

## Storia
La Publicis nasce nel 1926 nel quartiere di Montmartre, ad opera di Marcel Bleustein-Blanchet. Il nome dell'agenzia (che si pronuncia \py.bli.sis\) deriva dalla crasi tra le parole francesi "publicité" (\py.bli.si.te\) e "six" (\sis\), ossia 6, in riferimento all'unità di 1906, l’anno di nascita del suo fondatore. Come marchio viene scelta la testa di un leone, segno zodiacale di Bleustein.
Peculiarità dell'agenzia è rappresentata dal fatto di non basare la concezione dei propri lavori su una sorta di "supplica" all'acquisto, come invece avveniva per la maggior parte della pubblicità francese dell'epoca, ma sulla costruzione di un rapporto stabile e duraturo tra marca e cliente.
I primi slogan ideati da Bleustein si basano principalmente su giochi di parole, del tipo:«Brunswick, la pelliccia che fa furore». Se oggi essi possono suonare alquanto ingenui o scontati, negli anni venti rappresentavano un'assoluta novità.
Nel 1929 la Publicis viene nominata emittente pubblicitaria esclusiva della radio di stato francese. Ciò fino al 1935, anno in cui il governo stabilisce che sulla radio pubblica non doveva apparire alcun tipo di comunicato commerciale. Bleustein decide allora di acquistare una propria stazione radiofonica, Radio-Cité, e di proseguire con la propria attività pubblicitaria.
Sempre negli anni trenta Bleustein da un lato fonda la Cinema et Publicité (che nel 1970 diventerà Mediavision), agenzia dedita alla produzione di spot per il grande schermo, e dall'altro inizia ad occuparsi della vendita di spazi pubblicitari sui più importanti quotidiani di Francia. Questa è, in un certo senso, la base dalla quale verrà sviluppato nel corso del Novecento uno dei più importanti network del mondo.
Dopo la Seconda guerra mondiale, abbandonata l'attività radiofonica poiché la radio francese era stata completamente nazionalizzata ed era proibito fare réclame, la Publicis concentra la propria attività sugli annunci a stampa, sui manifesti, sugli spot cinematografici e sulla pubblicità dinamica.
Gli anni cinquanta rappresentano un periodo particolarmente florido per la Publicis: conquista clienti quali Shell, Singer e Nestlé; nel 1957 apre un proprio ufficio negli Stati Uniti d'America, a New York; e sempre nel 1957 sposta la propria sede principale da Montmartre agli Champs-Élysées, nell'edificio precedentemente occupato dall'Hotel Astoria.
Sempre durante gli anni cinquanta inizia, inoltre, ad interessarsi di ricerca, in particolare nell'abito della psicologia della pubblicità.
Durante gli anni sessanta la Publicis diventa uno dei pionieri della pubblicità televisiva francese, creando campagne per Renault, L'Oréal, calze Dim e formaggio Boursin.
Nel 1965 conquista la seconda posizione per fatturato nell'industria pubblicitaria francese, dietro la Havas.
Nel 1968 disegna la prima bottiglia realizzata in PVC ad essere immessa sul mercato.
Nel 1970 la Publicis viene quotata in borsa.
Nel 1973 la sede parigina sugli Champs-Élysées viene distrutta da un grave incendio: questo evento comporterà uno smembramento degli uffici in sedi provvisorie sparse per la città, e con ciò si avrà anche una significativa perdita di tempo, denaro e clienti.
Nel 1975, dopo il restauro, la Publicis recupera la propria sede ufficiale e Maurice Lévy, che aveva avuto un ruolo di primo piano nel salvare buona parte dei materiali dall'incendio, sale a capo dell'agenzia.
Tra la fine degli anni settanta e il periodo degli anni ottanta Levy guida la Publicis verso un progressivo sviluppo a livello internazionale, con lo scopo di renderla un network globale. In realtà questo percorso si rivela più difficoltoso del previsto, e Levy si rende conto che l'unica via per espandersi in maniera rapida e capillare è acquisire direttamente altri network, come già aveva fatto la BBDO creando l'Omnicom Group.
Nel 1988 viene stipulata un'alleanza con l'agenzia pubblicitaria americana Foote, Cone & Belding (denominata True North). Tale alleanza, però, inizia a rilevarsi problematica nel momento in cui il capo della FCB Norman Brown, che aveva negoziato l'accordo con Maurice Lévy, si ritira e gli succede Bruce Mason. Il nuovo presidente non è favorevole alla partnership, e l'acquisto della Publicis di una piccola agenzia statunitense viene usato come pretesto da parte di Mason per accusare l'agenzia francese di voler competere con la FCB sul territorio americano e di infrangere gli accordi. L'alleanza verrà sciolta nel 1996, in seguito ad una lunga battaglia legale.

È pur vero che, durante gli anni novanta, la Publicis era andata consolidandosi sul versante europeo grazie all'acquisizione del network francese FCA-BMZ che le aveva permesso di disporre di uffici in Germania, Regno Unito, Paesi Bassi, Belgio e Italia, ma la rottura degli accordi con la FCB aveva rappresentato una grave battuta d'arresto perché aveva comportato la perdita di tutto il mercato americano.
Per questo motivo Publicis, nel tentativo di recuperare il tempo perduto, si lanciò in quella che lo stesso Levy definì «una folle corsa alle acquisizioni». Il progetto, al suo apice, vide addirittura l'agenzia francese aprire un nuovo ufficio in nuova nazione con cadenza settimanale. Tra le acquisizioni più importanti di quest'epoca è possibile citare quella dell'agenzia di San Francisco Hal Riney & Partner.
Nel 1996 muore Marcel Bleustein-Blanchet.
Il periodo a cavallo tra la fine degli anni novanta e l'inizio degli anni 2000 è caratterizzato da un significativo salto di qualità in questo processo di acquisizioni, con l'acquisto del network della Saatchi & Saatchi e del Bcom3 Group della Leo Burnett che si sintetizzerà nella creazione del Publicis Groupe (2002).

## Principali pubblicità
Tra le più importanti réclame create dalla Publicis in quasi un secolo di attività è possibile citare:
- 1932 - Pubblicità per la ditta di scarpe André, con lo slogan «Le chausseur sachant chausser» coniato da Marcel Bleustein-Blanchet.
- Anni 1950 - Campagna pubblicitaria per il Nescafé.
- Anni 1950 - Manifesto per la ditta di vestiti Prénatal realizzato da Paul Colin.
- 1952 - Manifesto per le scarpe André realizzato da Raymond Savignac, che raffigura un signore con uno stivale gigante infilato addosso.
- 1958 - Annuncio pubblicitario per la Shell «C'est Shell que j'aime» giocato sul fatto che, in lingua francese, "Shell" e "Elle" (Lei) hanno una certa assonanza a livello di pronuncia. Tale slogan verrà impiegato per circa un decennio.
- 1958 - Spot cinematografico per il dentifricio Colgate, con l'attrice Geneviève Cluny in qualità di testimonial.
- 1962 - Campagna pubblicitaria per la linea di abbigliamento Prénatal disegnata da Pierre Cardin. Fotografie di Jeanloup Sieff.
- 1967 - Annuncio pubblicitario per la linea di abbigliamento intimo Selimaille. Si tratta della prima pubblicità della storia ad impiegare la fotografia di un nudo maschile integrale, opera di Jean-François Bauret. Altra peculiarità di questo annuncio è rappresentata dal fatto che non viene mostrato il prodotto reclamizzato.
- Anni 1970 - Campagna pubblicitaria per i collant Dim.
- 1972 - Campagna pubblicitaria per il lancio della automobile Renault 5.
- 1972 - Marchio, logo e pubblicità per la banca BNP.
- 1974 - Spot pubblicitario per il gelato Gervais diretto da Sergio Leone, con musica di Wagner arrangiata da Ennio Morricone.
- 1980 - Campagna pubblicitaria lacca per capelli Elnett prodotta da L'Oréal.
- 1981 - Spot pubblicitario per la Renault 18 diretto da Sergio Leone. Il filmato rappresenta un'automobile incatenata dentro un'arena (tale spot sarà poi oggetto di una parodia nel film di Diego Abatantuono Attila flagello di Dio).
- 1981 - Spot pubblicitario per il Nescafé diretto da Alain Franchet. Il filmato rappresenta un treno che attraversa un altopiano del Sudamerica. La canzone impiegata, "La colegiala", ebbe poi un notevole successo all'epoca.
- 1983 - Annuncio pubblicitario per Amnesty International, contro la tortura.
- 1983 - Annuncio pubblicitario per il profumo Lancôme, con Isabella Rossellini in qualità di testimonial
- 1988 - Campagna pubblicitaria per la Air France «the fine art of flying», che impiega le interpretazioni di vari artisti per andare a costituire una vera e propria collezione d'arte dedicata alle aviolinee francesi.
- Anni 1990 - Campagna pubblicitaria per la birra Heineken «Spirit of Beer».
- Anni 1990 - Campagna pubblicitaria per gli elettrodomestici Whirpool prodotti dalla Philips.
- 1998 - Campagna pubblicitaria per l'agenzia di viaggi Club Med.
- 1999 - Campagna d'informazione relativa l'introduzione della moneta unica europea, l'Euro, realizzata per conto della Banca centrale europea.
- 2004 - Pubblicità per lo scooter Vespa, con i flipper a metà strada tra Tommy e Quadrophenia.
- 2005 - Pubblicità per la ditta di abbigliamento sportivo Champion, basata su trompe-l'œil urbani.
- 2005 - Poster per l'organizzazione internazionale Medici Senza Frontiere «On the spot medical care».

## Clienti
Publicis Worldwide rappresenta anche i conglomerati multinazionali per i clienti delle agenzie pubblicitarie come Nestlé, Renault, L'Oréal, Reckitt Benckiser, Sanofi, Carrefour, Hewlett-Packard e altre.